# CKXR-FM
CKXR-FM (EZ Rock 91.5) ist ein englischsprachiger, privater Hörfunksender in Salmon Arm, British Columbia, Kanada. Der Sender gehört seit 2006 zu Astral Media in Kanada. Das Sendeformat entspricht dem Adult Contemporary Format und wird zurzeit mit einer Leistung von 810 W auf 91,5 MHz ausgestrahlt. 
Das Programm wird auch noch in weiteren Städten unter demselben oder einem anderen Sendenamen ausgestrahlt.
| Stadt      | Name      | Frequenz  |
| ---------- | --------- | --------- |
| Sorrento   | CKXR-FM-1 | 102,1 MHz |
| Enderby    | CKXR-FM-2 | 104,3 MHz |
| Invermere  | CKIR      | 870 kHz   |
| Golden     | CKGR-FM   | 106,3 MHz |
| Revelstoke | CKCR-FM   | 106,1 MHz |

## Geschichte
Der Sender war nicht von Anfang an auf dieser Frequenz zu hören, sondern wechselte im Laufe seiner Sendergeschichte diese von ursprünglich 580 kHz auf die heutige. Genauso wechselte er auch mehrfach seinen Besitzer.